# Mary Jane Watson (série de filmes de Sam Raimi)
Mary Jane "MJ" Watson é uma personagem fictícia da série de filmes Homem-Aranha de Sam Raimi. Ela foi interpretada por Kirsten Dunst de 2002 até 2007, nos filmes, ela era o principal interesse romântico e vizinha de Peter Parker / Homem-Aranha (Tobey Maguire). Embora ela realmente ame apenas Peter Parker, MJ sai com outros homens ao longo da trilogia devido à sua ausência. Apesar de seus fortes sentimentos por ela, Peter inicialmente recusa um relacionamento com ela para mantê-la segura, mas em Homem-Aranha 2 (2004), depois que MJ descobre que Peter é o Homem-Aranha, ela entra em um relacionamento com ele, apesar dos riscos à sua segurança.
Apesar das críticas à sua personagem por aderir ao arquétipo da donzela em perigo durante a trilogia, a interpretação de Dunst da personagem foi geralmente bem recebida.

## Biografia fictícia

### Spider-Man(2002)
Mary Jane aparece pela primeira vez quando Peter Parker narra os primeiros minutos do filme. Ela é retratada como uma garota popular na Midtown High School e namorada do atleta estrela Flash Thompson, enquanto Peter, seu vizinho que tem uma queda por ela desde que estavam na primeira série, é um estranho academicamente talentoso, mas tímido. Peter luta para pegar o ônibus escolar até que Mary Jane pede ao motorista para parar para ele. Mais tarde, sua classe participa de uma excursão a um laboratório na Universidade de Columbia. O amigo de Peter, Harry Osborn, flerta com Mary Jane antes de Peter tirar uma foto dela para o jornal da escola, após o que uma aranha geneticamente alterada o pica, dando-lhe suas habilidades. Peter então salva Mary Jane de escorregar no refeitório da escola com suas novas habilidades no dia seguinte e inadvertidamente desencadeia uma briga com Flash, embora ele seja capaz de facilmente desviar dos socos de Flash e nocauteá-lo com um soco. Mais tarde, Peter pede desculpas a Mary Jane pela briga, enquanto ela lhe confidencia sobre seu desejo de escapar de seu pai abusivo e alcoólatra e seguir a carreira de atriz.
Ela termina com Flash durante a formatura do ensino médio e começa a trabalhar como garçonete enquanto procura por trabalhos como atriz. Enquanto Mary Jane começa a namorar Harry, ela e Peter começam a formar uma amizade mais próxima. Peter a resgata como Homem-Aranha quando o Duende Verde ataca um desfile que ela estava participando com Harry, e novamente mais tarde de uma gangue em um beco. Mary Jane agradece ao Homem-Aranha com um beijo sem que ele revele sua identidade. Mary Jane se distancia de Harry devido ao desejo dele de agradar seu pai, Norman, às suas custas e também posteriormente desenvolve sentimentos por Peter quando ela percebe o quanto ele se importa com ela, fazendo com que Harry termine com Mary Jane ao vê-la e Peter de mãos dadas.
Norman, que é o Duende Verde e deduziu que Peter é o Homem-Aranha, sequestra Mary Jane ao perceber que Peter a ama, graças à confissão involuntária de seu filho. O Duende força Peter a escolher entre salvar Mary Jane e um vagão de bonde da Ilha Roosevelt cheio de crianças, todas as quais ele mantém reféns no topo da Ponte Queensboro . O Homem-Aranha opta por salvar os dois e, apesar de uma luta, consegue baixar Mary Jane e as crianças em um barco, após o que o Duende leva o Homem-Aranha para um confronto final que resulta na morte do Duende. No funeral de Norman, Mary Jane diz a Peter que o ama e eles se beijam. Peter, que decide que para sua proteção eles não podem ficar juntos, gentilmente a rejeita e insiste que eles só podem ser amigos. Ao sair, uma Mary Jane triste percebe que seu beijo com Peter a lembra daquele que ela compartilhou com o Homem-Aranha e suspeita que ele seja o super-herói.

### Spider-Man 2(2004)
Dois anos após os eventos do primeiro filme, Mary Jane alcançou o sucesso como modelo e atriz off-Broadway. Mantendo sua amizade com Peter e Harry, ela continua a ter saudades de Peter, mas como ele continua a rejeitá-la, ela começa a namorar o astronauta John Jameson, filho do chefe de Peter, J. Jonah Jameson. Lutando para equilibrar seu vigilantismo como Homem-Aranha com sua vida pessoal, Peter não consegue comparecer a uma das apresentações de Mary Jane de " A Importância de Ser Sincero" .
Cansado de ser o Homem-Aranha e após perder seus poderes, Peter joga seu traje fora e consegue lidar com seu trabalho e estudos, decidindo ir atrás de Mary Jane, embora ela o afaste quando John a pede em casamento. Depois que Mary Jane beija John, de uma maneira que lembra o beijo de cabeça para baixo entre ela e o Homem-Aranha do primeiro filme, ela percebe que não ama John e ainda quer um relacionamento com Peter. Mais tarde, ela encontra Peter em uma cafeteria, onde pede um beijo para confirmar sua crença de que ele é o Homem-Aranha. Ela chega a perguntar se ele a ama, ao que ele responde falsamente: "Não", em nome de suas responsabilidades como super-herói e da segurança dela. Antes que eles possam se beijar, o Doutor Octopus ataca a cafeteria, sequestrando Mary Jane.
Peter recupera suas habilidades e assume o papel de lançador de teias mais uma vez, lutando contra o Doutor Octopus em um trem desgovernado do metrô de Nova York antes de ser subjugado e entregue a Harry, que quer vingança contra o Homem-Aranha por supostamente matar seu pai. Depois que Harry desmascara Peter, ele relutantemente fornece a localização do Doutor Octopus e de Mary Jane para que Peter possa salvá-la. Peter derrota o Doutor Octopus desta vez, enquanto este tenta criar um reator de fusão capaz de destruir a cidade, e se desmascara para o Doutor Octopus e Mary Jane, confirmando suas suspeitas de que Peter e o Homem-Aranha são de fato a mesma pessoa. Peter finalmente confessa seu amor por Mary Jane, resgatando-a enquanto o Doutor Octopus recupera o controle de si mesmo da IA maliciosa em seus tentáculos e se arrepende de suas ações anteriores, sacrificando-se para destruir o reator. Peter explica seu motivo para não estar com ela e então permite que ela se reúna com John. No entanto, Mary Jane abandona John no altar durante o casamento e corre para o apartamento de Peter, declarando estar disposta a aceitar quaisquer riscos inerentes a um relacionamento com ele. Os dois finalmente se tornam um casal, e Mary Jane se despede de Peter enquanto ele entra em ação como Homem-Aranha para ajudar em uma situação, proferindo seu bordão "pega eles, trigrão!".

### Spider-Man 3(2007)
Tendo namorado Peter por um ano, Mary Jane passa por algumas lutas em sua vida pessoal, perdendo seu papel na Broadway por causa de críticas negativas e experimentando atritos com Peter quando um simbionte alienígena o domina e amplifica os traços negativos de sua personalidade, o que, como resultado, o faz se distanciar dela para se concentrar em capturar e matar o verdadeiro assassino de seu tio, Flint Marko. Ela também enfrenta competição pelo afeto de Peter na forma de sua parceira de laboratório , Gwen Stacy. Depois que ela confidencia a Harry sobre seus problemas, Harry, que sofreu amnésia de uma briga anterior com Peter como o Novo Duende, recupera suas memórias depois que eles se beijam sem querer e força Mary Jane a terminar com Peter, estabelecendo um segundo confronto entre os dois ex-amigos que deixa o rosto de Harry desfigurado.
Peter, agora sob maior influência do simbionte, mais tarde leva Gwen a um clube de jazz onde Mary Jane encontrou trabalho como garçonete cantora para deixá-la com ciúmes, mas Gwen percebe e pede desculpas a Mary Jane. Ele então briga com os seguranças do clube e, sem querer, agride Mary Jane quando ela intervém, o que o leva a perceber no que o traje simbionte o transformou. Ele sai e se desfaz do traje simbionte, que posteriormente cai sobre Eddie Brock, o pretendente fracassado de Gwen e rival e colega fotógrafo de Peter, se torna o Venom.
Embora o simbionte tenha sido removido, Peter sentiu que causou muito dano para consertar as coisas com Mary Jane, pois se sente inadequado para pedi-la em casamento e olha fixamente para a janela do apartamento dela antes de sair, pensando que ela não quer vê-lo novamente. Depois que ela sai de seu apartamento, Mary Jane é sequestrada por Brock, que guarda rancor de Peter por arruinar sua carreira como fotógrafo e levar sua namorada, juntando-se a Flint Marko para atrair e matar o Homem-Aranha. Segurando-a em um táxi de teia como isca, Mary Jane é brevemente capaz de se proteger desta vez. Ela também consegue salvar o Homem-Aranha em cima da hora, jogando um bloco de concreto em Venom. A batalha subsequente coloca o Homem-Aranha e o Novo Duende contra Venom e o Homem-Areia; os dois vilões são derrotados, mas Harry perde a vida no processo após se sacrificar para salvar seus amigos, morrendo com Mary Jane e Peter ao seu lado.
Algum tempo depois do funeral de Harry, Peter chega ao clube de jazz de Mary Jane, e os dois começam a consertar seu relacionamento, compartilhando uma dança.

## Em outras mídias

### Jogos eletrônicos
- Mary Jane aparece em Spider-Man (2002), Spider-Man 2 (2004) e Spider-Man 3 (2007), uma MJ com um visual semelhante a da trilogia de Sam Raimi é vista em Spider-Man: Friend or Foe (2007).[3]